# Запис орах код игралишта (Стубица)
Запис орах код игралишта (Стубица) се налази на парцели чији је власник Општина Параћин.

## Локација
| Општина             | Параћин                                                                     |
| Катастарска општина | Стубица                                                                     |
| Потес               | Село                                                                        |
| Координате          | 43° 56′ 21″ С; 21° 29′ 25″ И / 43.939300000000003° С; 21.490200000000002° И |
| Надморска висина    | 282m                                                                        |

## Карактеристике
Дендрометријске вредности утврђене на терену и сателитским снимцима:
| Стабло                     | Орах |
| Висина стабла              | m    |
| Обим дебла                 | m    |
| Пречник крошње             | 5m   |
| Пречник дебла              | m    |
| Висина дебла до прве гране | m    |

## База записа
Запис је у оквиру Викимедија пројекта "Запис - Свето дрво" заведен под редним бројем 0579.